# Claudio di Savoia-Racconigi
Claudio di Savoia-Racconigi (Torino, 1445 – Racconigi, 1521) fu marchese di Racconigi e Pancalieri con Sommariva.

## Biografia

### I primi anni
Figlio di Francesco, marchese di Racconigi, e di sua moglie la nobildonna francese Caterina de Seyssel, Claudio nacque attorno al 1445. Nel 1476, appena maggiorenne, sposa la ricca nobildonna milanese Ippolita Borromeo, figlia dell'erede della contea di Arona, Giovanni Borromeo (figlio a sua volta del conte Vitaliano II) la quale gli porta in dote notevoli ricchezze che vanno da subito a rimpinguare le languenti casse del ramo dei Savoia-Racconigi, stabilendo nel contempo un legame tra i Savoia e i Borromeo che risulterà in seguito politicamente altrettanto vantaggioso.

### La fortuna
Nel 1472, dopo la morte del duca Amedeo IX di Savoia e data la minore età del suo erede, Filiberto, il ducato di Savoia passò sotto la reggenza della duchessa vedova Jolanda di Valois, che era sorella del re Luigi XI di Francia. Ella, in nome del figlio e per tutelare i confini del reame del defunto marito, decise di concludere un'alleanza con il duca Carlo il Temerario di Borgogna, il quale però stava combattendo una guerra di espansione contro i cantoni della Confederazione Elvetica, motivo per cui anche la Savoia venne attirata in questo gorgo bellico, con un notevole dispendio di denaro. Prima ancora di ricorrere a prestiti e finanziamenti esterni, Carlo di Savoia-Racconigi intervenne a favore dei lontani cugini, mettendo a disposizione la dote ricevuta dalla propria moglie nel 1476, venendo ricompensato con la nomina a governatore della città di Vercelli e con il possesso del feudo e del castello di Sommariva del Bosco. La gratitudine dei Savoia nei confronti di Claudio continuò anche quando nel 1478, alla morte di Jolanda, Filiberto venne dichiarato maggiorenne e poté prendere autonomamente le redini del governo del ducato: tra i suoi primi atti vi fu la nomina a maresciallo di Savoia di Claudio, marchese di Racconigi.

### La caduta e la contrapposizione ai duchi di Savoia
La situazione mutò invece radicalmente con l'ascesa del fratello di Filiberto, Carlo I, il quale salì al potere alla prematura scomparsa del primo nel 1485. Sobillato dai nobili di corte ostili al marchese di Racconigi e intenzionato a liberarsi dei favoriti di sua madre e suo fratello, Carlo I decise di privare Claudio di tutte le cariche ricevute e dei feudi. Di fronte a questo affronto che coinvolgeva direttamente anche la famiglia dei Borromeo, la cui dote della figlia Ippolita era stata posta in garanzia, Claudio decise in tutta fretta di portarsi a Milano per richiedere l'assistenza dei Borromeo e di riflesso anche degli Sforza, inviando nel contempo al castello di Sommariva un proprio piccolo esercito per tutelare i propri possedimenti di fronte a quella che vedeva come un'autentica usurpazione da parte del duca di Savoia. Qualche giorno dopo, infatti, il maggiordomo ducale Arrighino Valperga si portò a Sommariva per conto del duca per chiedere la restituzione del feudo come imposto dal duca sovrano e ottenuta la conferma da Claudio stesso, si avviò verso Torino ma presso Carmagnola la sua carrozza venne assalita e Valperga finì ucciso.
Carlo I a questo punto decise di dichiarare Claudio ribelle e omicida e quest'ultimo decise pertanto di fuggire a Saluzzo, ponendosi sotto la protezione del locale marchese Ludovico II, anch'egli in lite con i Savoia per questioni territoriali e per la possibile successione al Marchesato di Monferrato.
Claudio, sempre più determinato a far valere i propri diritti e a difendere quelli della somma di denaro della famiglia di sua moglie, nell'estate del 1486 decise di assediare le cittadine di Racconigi e Pancalieri, riuscendo a conquistarle entrambe e a mantenerle sino al novembre di quello stesso anno quando un contingente militare guidato da Giovanni Antonio Secco (inviato dal duca di Milano in aiuto a quello di Savoia), non riesce a riassediare e riconquistare Racconigi che è costretta a pagare un riscatto di 1500 fiorini per non subire ulteriori danni o distruzioni.

### La riconciliazione e gli ultimi anni
Claudio conduce vita errante fino alla morte di Carlo I nel 1490, anno in cui la moglie Bianca, in qualità di reggente del trono del marito per il figlio minorenne, decide di perdonare Claudio nominandolo ciambellano di corte e assegnandogli una cospicua pensione. Tra le richieste poste in essere da Claudio in questo periodo vi è anche la restituzione del feudo di Racconigi, che venne accordata alla sua famiglia nel 1493; come prima azione proprio Claudio vorrà fortemente la fondazione del convento dei carmelitani della città, del quale assisterà alla cerimonia di posa della prima pietra.
Alla morte del padre Francesco nel 1503 gli succedette alla signoria di Racconigi, vivendo anni di tranquillità. Morì a Racconigi nel 1521.

## Matrimonio e figli
Claudio sposò a Milano nel 1476 la nobildonna Ippolita Borromeo, figlia del futuro Giovanni I, conte di Arona, e di Maria Cleofe Pio di Savoia dei Conti di Carpi. La coppia ebbe i seguenti figli:
- Bernardino I, marchese di Racconigi
- Antonio Luigi

## Ascendenza
|                                     |                                  |                                           | Genitori                                           |  |  | Nonni |  |  | Bisnonni                 |  |  | Trisnonni               |  |
|                                     |                                  |                                           |                                                    |  |  |       |  |  | Ludovico di Savoia-Acaia |  |  | Giacomo di Savoia-Acaia |  |
|                                     |                                  |                                           |                                                    |  |  |       |  |  | Ludovico di Savoia-Acaia |  |  | Giacomo di Savoia-Acaia |  |
|                                     |                                  | Margherita di Beaujeu                     |                                                    |  |  |       |  |  | Ludovico di Savoia-Acaia |  |  |                         |  |
| Ludovico I di Savoia-Racconigi      |                                  |                                           |                                                    |  |  |       |  |  | Ludovico di Savoia-Acaia |  |  |                         |  |
|                                     |                                  |                                           |                                                    |  |  |       |  |  |                          |  |  |                         |  |
|                                     |                                  |                                           |                                                    |  |  |       |  |  |                          |  |  |                         |  |
|                                     |                                  |                                           |                                                    |  |  |       |  |  |                          |  |  |                         |  |
| Francesco di Savoia-Racconigi       |                                  |                                           |                                                    |  |  |       |  |  |                          |  |  |                         |  |
|                                     |                                  | Guy de Montbel, signore d'Entremonts      | Jean de Montbel, signore d'Entremonts              |  |  |       |  |  |                          |  |  |                         |  |
|                                     |                                  | Guy de Montbel, signore d'Entremonts      | Jean de Montbel, signore d'Entremonts              |  |  |       |  |  |                          |  |  |                         |  |
|                                     |                                  | Guy de Montbel, signore d'Entremonts      | Béatrix de Thoire et Villars, signora di Montelier |  |  |       |  |  |                          |  |  |                         |  |
| Alice di Montbel                    |                                  | Guy de Montbel, signore d'Entremonts      |                                                    |  |  |       |  |  |                          |  |  |                         |  |
|                                     |                                  | Catherine de Maubec                       | François de Maubec                                 |  |  |       |  |  |                          |  |  |                         |  |
|                                     |                                  | Catherine de Maubec                       | François de Maubec                                 |  |  |       |  |  |                          |  |  |                         |  |
|                                     |                                  | Catherine de Maubec                       | Alix de Grolée                                     |  |  |       |  |  |                          |  |  |                         |  |
| Claudio di Savoia-Racconigi         |                                  | Catherine de Maubec                       |                                                    |  |  |       |  |  |                          |  |  |                         |  |
|                                     | Antoine de Seyssel, barone d'Aix | Aymon de Seyssel, signore d'Aix           |                                                    |  |  |       |  |  |                          |  |  |                         |  |
|                                     | Antoine de Seyssel, barone d'Aix | Aymon de Seyssel, signore d'Aix           |                                                    |  |  |       |  |  |                          |  |  |                         |  |
|                                     | Antoine de Seyssel, barone d'Aix | Antoinette de Poitiers Valentinois        |                                                    |  |  |       |  |  |                          |  |  |                         |  |
| Jean de Seyssel, signore di Barjact | Antoine de Seyssel, barone d'Aix |                                           |                                                    |  |  |       |  |  |                          |  |  |                         |  |
|                                     |                                  | Jeanne de La Rochette                     | Jean de La Rochette                                |  |  |       |  |  |                          |  |  |                         |  |
|                                     |                                  | Jeanne de La Rochette                     | Jean de La Rochette                                |  |  |       |  |  |                          |  |  |                         |  |
|                                     |                                  | Jeanne de La Rochette                     | Marguerite de Montgelas                            |  |  |       |  |  |                          |  |  |                         |  |
| Caterina de Seyssel                 |                                  | Jeanne de La Rochette                     |                                                    |  |  |       |  |  |                          |  |  |                         |  |
|                                     |                                  | Urbain de La Chambre, visconte di Moriana | Jean de La Chambre, conte di Luille                |  |  |       |  |  |                          |  |  |                         |  |
|                                     |                                  | Urbain de La Chambre, visconte di Moriana | Jean de La Chambre, conte di Luille                |  |  |       |  |  |                          |  |  |                         |  |
|                                     |                                  | Urbain de La Chambre, visconte di Moriana | Jeanne de Chalon                                   |  |  |       |  |  |                          |  |  |                         |  |
| Marguerite de La Chambre            |                                  | Urbain de La Chambre, visconte di Moriana |                                                    |  |  |       |  |  |                          |  |  |                         |  |
|                                     |                                  | Aimée de Corgenon                         | Jean de Corgenon                                   |  |  |       |  |  |                          |  |  |                         |  |
|                                     |                                  | Aimée de Corgenon                         | Jean de Corgenon                                   |  |  |       |  |  |                          |  |  |                         |  |
|                                     |                                  | Aimée de Corgenon                         | Jeanne de Saint-Trivier                            |  |  |       |  |  |                          |  |  |                         |  |
|                                     |                                  | Aimée de Corgenon                         |                                                    |  |  |       |  |  |                          |  |  |                         |  |